# Uperoleia trachyderma
Espèce
Statut de conservation UICN

 LC  : Préoccupation mineure
Uperoleia trachyderma est une espèce d'amphibiens de la famille des Myobatrachidae.

## Répartition
Cette espèce est endémique du Nord de l'Australie. Elle se rencontre dans le centre du Territoire du Nord et dans le nord-est de l'Australie-Occidentale.

## Publication originale
- Tyler, Davies & Martin, 1981 : Frog fauna of the Northern Territory: new distributional records and the description of a new species. Transactions of the Royal Society of South Australia, vol. 105, p. 149-154 (texte intégral).